# Зілакома
Зілако́ма (англ. Zilakoma) — традиційна громада у складі дистрикту Нхата-Бей Північного регіону Малаві.
Населення — 18063 особи (2018).